# Machine Gun Kelly
Machine Gun Kelly, właśc. George Celino Barnes (ur. 18 lipca 1895 w Memphis, zm. 18 lipca 1954 w Leavenworth) – amerykański gangster i przemytnik alkoholu w czasach prohibicji. Przydomek Barnesa pochodzi od jego ulubionej broni, którą był pistolet maszynowy Thompson. W latach 30. zasłynął porwaniem magnata naftowego Charlesa F. Urschela za którego otrzymał 200 000 dolarów okupu.

## Kariera

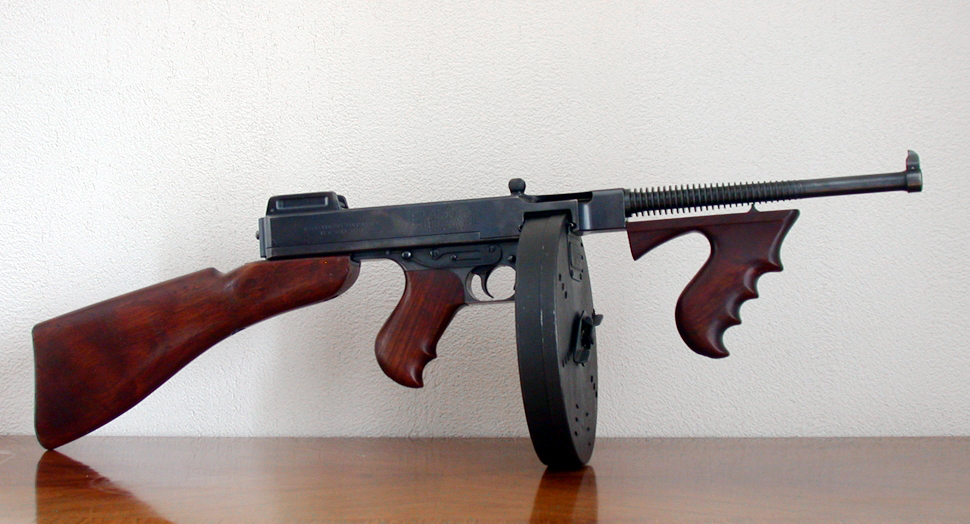
Pistolet maszynowy Thompson – ulubiona broń gangstera, od której wywodzi się jego przydomek

W czasach prohibicji Kelly zajmował się przemytem alkoholu, który sprowadzał dla siebie i znajomych. Jednak po pewnym czasie (i kilku zajściach z miejscową policją) zdecydował się opuścić Memphis i wyjechać ze swoją dziewczyną na Zachód. Żeby chronić rodzinę i zmylić stróżów prawa zmienił nazwisko na George R. Kelly. Wciąż też zajmował się przemytem i drobnymi przestępstwami. W 1928 r. został aresztowany w Tulsie (w stanie Oklahoma) za przemyt alkoholu do rezerwatu Indian i skazany na trzy lata więzienia. Nie odbył jednak całego wyroku, gdyż został wypuszczony wcześniej za dobre sprawowanie. Niedługo potem poślubił Kathryn Thorne, która kupiła mu pierwszy karabin maszynowy i wprowadziła do świata przestępczego. Pomagała mu też w niektórych napadach na banki.

### Porwanie Urschela

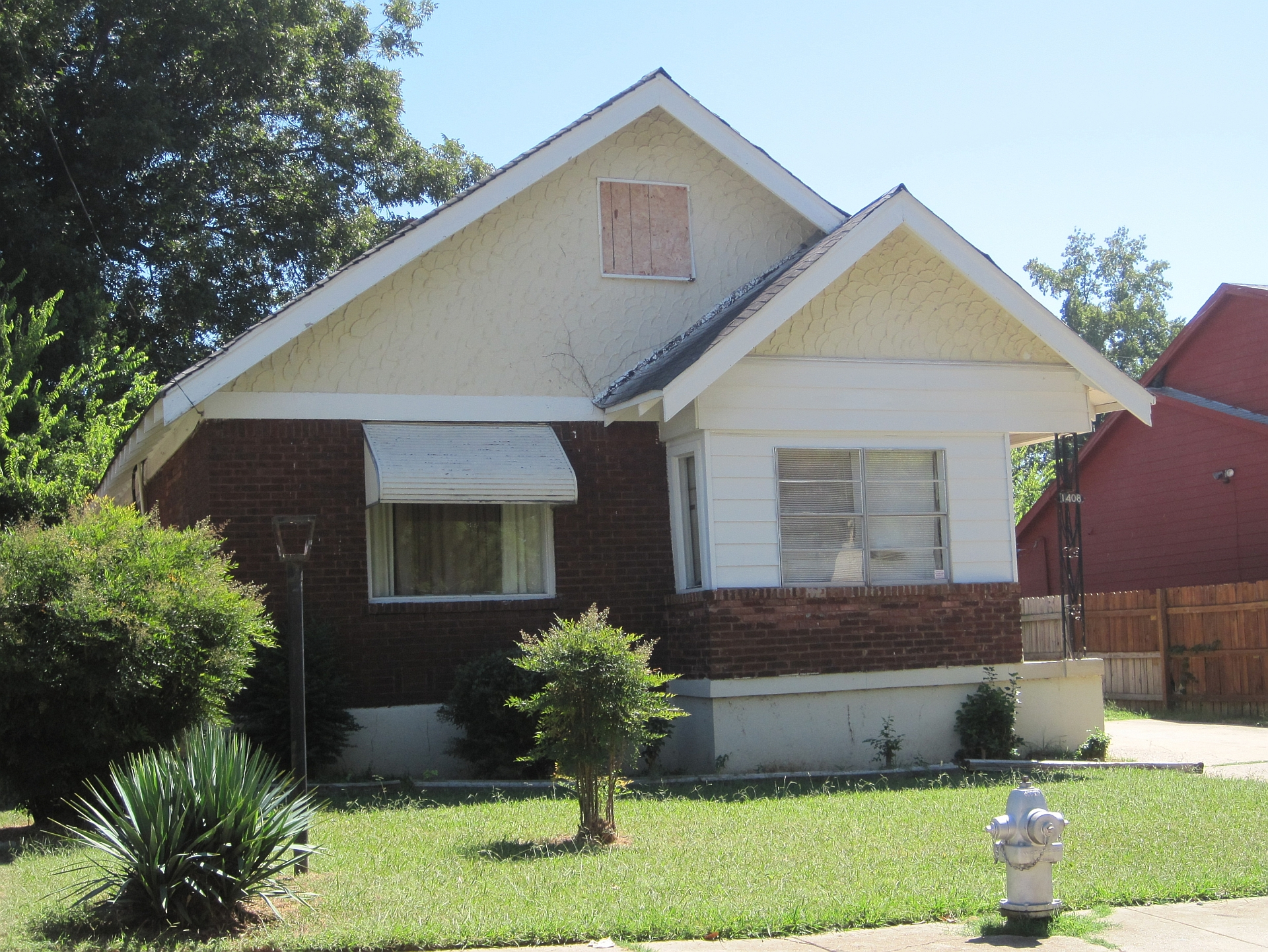
Dom w Memphis, w którym ukrywał się Machine Gun Kelly

22 lipca 1933 r. wspólnie z Albertem L. Batesem uprowadził bogatego przemysłowca Charlesa F. Urschela i jego przyjaciela Waltera R. Jarretta. Porwani byli przez tydzień więzieni w wiejskim domku Urschela w Paradise w Teksasie. Po zapłaceniu przez rodzinę 200 000 dolarów okupu, zakładnicy zostali wypuszczeni. Pomimo tego, że Urschel miał zawiązane oczy zdołał zapamiętać wiele szczegółów, m.in. odgłosy otoczenia i zostawić odciski palców, które później pomogły FBI w ustaleniu ich miejsca pobytu.
Z powodu niedawnego zainteresowania mediów sprawą porwania syna Charlesa Lindbergha, która nadszarpnęła reputację FBI, jej ówczesny dyrektor J. Edgar Hoover postanowił objąć ją specjalnym nadzorem. Chciał też zrobić wrażenie na opinii publicznej i wykorzystać nowe „prawo Lindbergha”, które definiowało porwanie jako przestępstwo federalne karane śmiercią. Do sprawy przydzielił też jednego ze swoich najlepszych agentów, Gusa Jonesa. Śledztwo prowadzone w Memphis wykazało, że Kelly przebywa w domu niejakiego J.C. Tichenora. Na miejsce natychmiast wysłano agentów specjalnych, którzy we wczesnych godzinach porannych 26 września 1933 r. aresztowali Kelly’ego i jego żonę Kathryn i przewieźli do Oklahoma City. Zatrzymanie gangstera pozostało jednak w cieniu ucieczki dziesięciu członków przyszłego gangu Dillingera z więzienia w Michigan City, które miało miejsce tej samej nocy.
12 października 1933 roku George i Kathryn Kelly zostali skazani na dożywotnie więzienie.
Śledztwo ujawniło również, że Kelly korzystał z pomocy Willa Caseya i Casseya Earla Colemana, który pomagał w ukryciu części pieniędzy z okupu na swoim ranczu. Obaj zostali oskarżeni o pomoc zbiegowi i skazani na dwa (Casey) i rok więzienia (Coleman).
Porwanie Urschela, jak i cała sprawa niespodziewanie stały się głośne z kilku powodów:
1. była to pierwsza federalna rozprawa, którą mogły nagrywać kamery;
2. była to pierwsza sprawa o porwanie prowadzona po wejściu w życie tak zwanego prawa Lindbergha, które uznawało porywanie za przestępstwo federalne;
3. była to również pierwsza poważna sprawa rozwiązana przez FBI pod rządami J. Edgara Hoovera;
4. pierwsze dochodzenie, w którym oskarżeni zostali przetransportowani samolotem.

## Śmierć

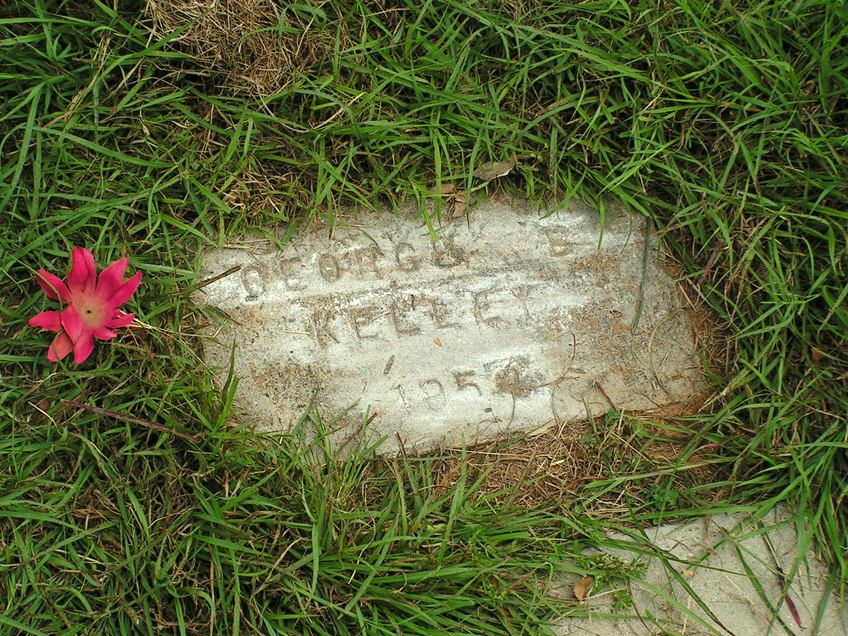
Nagrobek gangstera podpisany: „George B. Kelly”

Po skazaniu Kelly został umieszczony w Alcatraz, gdzie spędził siedemnaście lat. Pracował w więziennym przemyśle i często chwalił się współwięźniom swoimi wyczynami. W 1951 roku został potajemnie przeniesiony do więzienia w Leavenworth, gdzie 18 lipca 1954 r. w dniu swoich 59 urodzin zmarł na atak serca. Został pochowany na cmentarzu Cottondale.

## W kulturze masowej

### Film i telewizja
- W 1958 r. Charles Bronson zagrał główną rolę w filmie Machine Gun Kelly, opowiadającym o słynnym przestępcy.
- W 1973 r. Richard Eschliman wystąpił jako Machine Gun Kelly w filmie Dillinger.
- Machine Gun Kelly jest głównym bohaterem telewizyjnego filmu Melvin Purvis: G-Man z 1974 r.
- W filmie Żądło z 1973 r. Luther Coleman słucha relacji z aresztowania gangstera.
- W filmie Poślubiłem morderczynię z 1993 pojawia się odniesienie do Machine Gun Kelly’ego.

## Muzyka
- Machine Gun Kelly i Kathryn Kelly stali się inspiracją dla autora piosenek Danny’ego „Kootcha” Kortchmara i wokalisty Jamesa Taylora, który w 1970 r. nagrał utwór Machine Gun Kelly i umieścił go roku później na swoim albumie Mud Slide Slim and the Blue Horizon.
- Punkowy zespół Angelic Upstarts wypuścił w 1984 r. singiel zatytułowany Machine Gun Kelly.
- Sceniczny pseudonim rapera MGK to Machine Gun Kelly.
- Piosenka „M. V. P.” amerykańskiego rapera Big L.
- Piosenka „Bluesman” Harry’ego Chapina.
- Piosenka „Massacre” raperki Foxy Brown.
- Piosenka “I’m Not Your Babylon” zespołu These Animal Men.